# Луиза фон Турн и Таксис
Луиза Матилда Вилхелмина Мария Максимилиана фон Турн и Таксис (на немски: Louisa Mathilde Wilhelmine Marie Maximiliane Prinzessin von Thurn und Taxis; * 1 юни 1859, дворец Таксис, Дишинген; † 20 юни 1948, Зигмаринген) е принцеса от Турн и Таксис и чрез женитба принцеса на Хоенцолерн-Зигмаринген.

## Биография
Тя е голямата дъщеря на наследствен принц Максимилиан Антон фон Турн и Таксис (1831 – 1867) и съпругата му херцогиня Хелена Баварска („Нене“) (1834 – 1890), сестра на императрица Елизабет („Сиси“) от Австрия (1837 – 1898), дъщеря на херцог Максимилиан Йозеф (1808 – 1888) и принцеса Лудовика Баварска (1808 – 1892), дъщеря на крал Максимилиан I Йозеф Баварски (1756 – 1825) и принцеса Каролина Баденска (1776 – 1846).
Луиза и сестра ѝ Елизабет (1860 – 1881) са възпитавани най-вече от гувернантки. Домашен учител им преподава чужди езици, математика, история и география. Тя получава също уроци по музика, танци и яздене. През 1867 г. Луиза загубва баща си.
Луиза фон Турн и Таксис се омъжва на 20 години на 21 юни 1879 г. в Регенсбург за принц Фридрих фон Хоенцолерн-Зигмаринген (* 25 юни 1843, Инцигхофен; † 2 декември 1904, Мюнхен), четвъртият син на княз Карл Антон фон Хоенцолерн-Зигмаринген (1811 – 1885) и принцеса Жозефина фон Баден (1813 – 1900). Те нямат деца. Нейната зестра ѝ е изпратена от Париж от баварското посолство. Въпреки разликата им от 16 години бракът е щастлив. Фридрих отказва да вземе „испанската корона“.
Луиза и нейният съпруг живеят от 1894 г. в Мюнхен в палат Хоенцоллерн на Мария-Терезия-Щрасе 17. Когато Фридрих умира през 1904 г., Хоенцолерните дават на вдовицата вилата за 350 000 марки. През 1921 г. тя продава къщата на папския нунций в Германия, Евгений Пачели, по-късният папа Пий XII. Луиза поема по-нататък репрезентативни задачи.
По време на националсоциализма тя е член на женската организация „националсоциалистическа фрауеншафт“.
Умира на 20 юни 1948 г. на 89 години в Зигмаринген и е погребана при нейния съпруг в църквата в църквата (Erlöserkirche) в манастир Хедингер в Зигмаринген.

## Галерия
- Принцеса Луиза фон Турн и Таксис
- Принц Фридрих фон Хоенцолерн-Зигмаринген и Луиза фон Турн и Таксис